# كامالا كامبونا أيودا
كامالا كامبونا أيودا (بالتايلندية: กมลา แคมภู ณ อยุธยา)‏ (13 أبريل 1978 -) هي ممثلة تايلاندية، اشتهرت بدورها في فيلم فول الصين العظيم عام 2004، وفيلم Ghost In-Law عام 2008، وفيلم Until Now عام 2014.

## روابط خارجية
- كامالا كامبونا أيودا على موقع IMDb (الإنجليزية)
- كامالا كامبونا أيودا على موقع قاعدة بيانات الأفلام العربية
- كامالا كامبونا أيودا على موقع قاعدة بيانات الفيلم (الإنجليزية)